# Pedrengo
Pedrengo (lombardul: Pedrèngh) település Olaszországban, Lombardia régióban, Bergamo megyében. Lakosainak száma 5912 fő (2023. január 1.). Pedrengo Seriate, Torre de’ Roveri, Albano Sant’Alessandro, Gorle és Scanzorosciate községekkel határos.

## Népesség
A település lakossága az elmúlt években az alábbi módon változott:
| Lakosok száma | 6025 | 6026 | 5912 |
|               | 2017 | 2018 | 2023 |